# Paul Martin (friidrottare)
Paul Martin, född 11 augusti 1901 i Genève, död 28 april 1987 i Lausanne, var en schweizisk friidrottare.
Martin blev olympisk silvermedaljör på 800 meter vid sommarspelen 1924 i Paris.